# Mar'ianivka
Mar'ianivka (en ukrainien : Мар'янівка) ou Marianovka (en russe : Марьяновка) est une commune urbaine de l'oblast de Jytomyr, en Ukraine. Sa population s'élevait à 1 444 habitants en 2022.

## Géographie
Mar'ianivka se trouve à 15 km à l'est de Baranivka, à 57 km à l'ouest de Jytomyr et à 188 km à l'ouest de Kiev.

## Histoire
Mar'ianivka est l'une des plus anciennes localités du raïon de Baranivka. Depuis 1700, Mar'ianivka est associé à l'industrie du verre et au nom de son fondateur. Elle a le statut de commune urbaine depuis 1977. 

## Population
Recensements (*) ou estimations de la population :
| 1979* | 1989* | 2001* | 2009  | 2010  | 2011  |
| ----- | ----- | ----- | ----- | ----- | ----- |
| 1 825 | 1 602 | 1 499 | 1 489 | 1 472 | 1 483 |

| 2012  | 2013  | 2014  | 2015  | 2016  | 2017  |
| ----- | ----- | ----- | ----- | ----- | ----- |
| 1 495 | 1 513 | 1 516 | 1 516 | 1 503 | 1 484 |

| 2018  | 2019  | 2020  | 2021  | 2022  | - |
| ----- | ----- | ----- | ----- | ----- | - |
| 1 488 | 1 480 | 1 459 | 1 451 | 1 444 | - |

## Économie
La principale entreprise de la commune est la société Mar'ianivskyï sklozavod (Мар'янівський склозавод), privatisée en 1997, qui fabrique du verre à usage médical et ménager.

## Transports
Par la route, Mar'ianivka se trouve à 29 km Baranivka, à 72 km de Jytomyr.